# Championnat d'Albanie de football 1960
Navigation
Championnat d'Albanie 1959 Championnat d'Albanie 1961
Le Championnat d'Albanie de football de Kategoria Superiore 1960 est la 21e édition de ce championnat.

## Classement
| Rang | Équipe            | Pts | J  | G  | N | P  | Bp | Bc | Diff |
| ---- | ----------------- | --- | -- | -- | - | -- | -- | -- | ---- |
| 1    | Dinamo Tirana     | 32  | 18 | 15 | 2 | 1  | 44 | 9  | +35  |
| 2    | Partizan Tirana   | 28  | 18 | 12 | 4 | 2  | 41 | 12 | +29  |
| 3    | 17 Nëntori Tirana | 20  | 18 | 8  | 4 | 6  | 22 | 17 | +5   |
| 4    | Skënderbeu Korçë  | 19  | 18 | 7  | 5 | 6  | 23 | 27 | -4   |
| 5    | Besa Kavajë       | 18  | 18 | 6  | 6 | 6  | 18 | 19 | -1   |
| 6    | Flamurtari Vlorë  | 16  | 18 | 5  | 6 | 7  | 18 | 17 | +1   |
| 7    | Labinoti Elbasan  | 13  | 13 | 3  | 7 | 8  | 13 | 28 | -15  |
| 8    | Tomori Berat      | 12  | 18 | 4  | 4 | 10 | 18 | 34 | -16  |
| 9    | Vllaznia Shkodër  | 12  | 18 | 4  | 4 | 10 | 11 | 30 | -19  |
| 10   | Lokomotiva Durrës | 10  | 18 | 3  | 4 | 11 | 11 | 26 | -15  |

|  | Champion |
|  | Relégué  |

## Bilan de la saison
| Tableau d'Honneur                 |               |
| Compétition                       | Vainqueur     |
| Championnat d'Albanie de football | Dinamo Tirana |
| Coupe d'Albanie de football       | Dinamo Tirana |

| Promotions et relégations     |                   |
| Relégués en First Division    | Lokomotiva Durrës |
| Promus en Kategoria Superiore | Traktori Lushnja  |